# История Океании

Хронология заселения Океании

История Океании — история народов Австралии, Новой Зеландии, Папуа Новой Гвинеи, Фиджи и других островных государств региона.

## Доколониальный период
Остров Новая Гвинея и близлежащие острова Меланезии были, предположительно, заселены выходцами из Юго-Восточной Азии, приплывшими на каноэ примерно 30—50 тысяч лет назад. Около 2—4 тысяч лет назад была заселена большая часть Микронезии и Полинезии. Самая древняя археологическая культура лапита (Вануату) датируется I тыс. до н. э. и характеризуется неолитическими технологиями. Процесс колонизации закончился примерно в 1200 году нашей эры. К началу XVI века народы Океании переживали период разложения первобытнообщинного строя и становления раннеклассового общества. Активно развивались ремёсла, сельское хозяйство, мореплавание (вака, проа). В конце европейского Средневековья в Океании существовал город Нан-Мадол (Микронезия), а в Полинезии процветала Тонганская империя. Из материальной культуры в Океании были представлены мегалитические моаи и письменность ронго-ронго, хотя при этом в Полинезии отсутствовала (была утрачена) керамика и искусство плавки металлов, а также лук со стрелами.

## Колониальный период

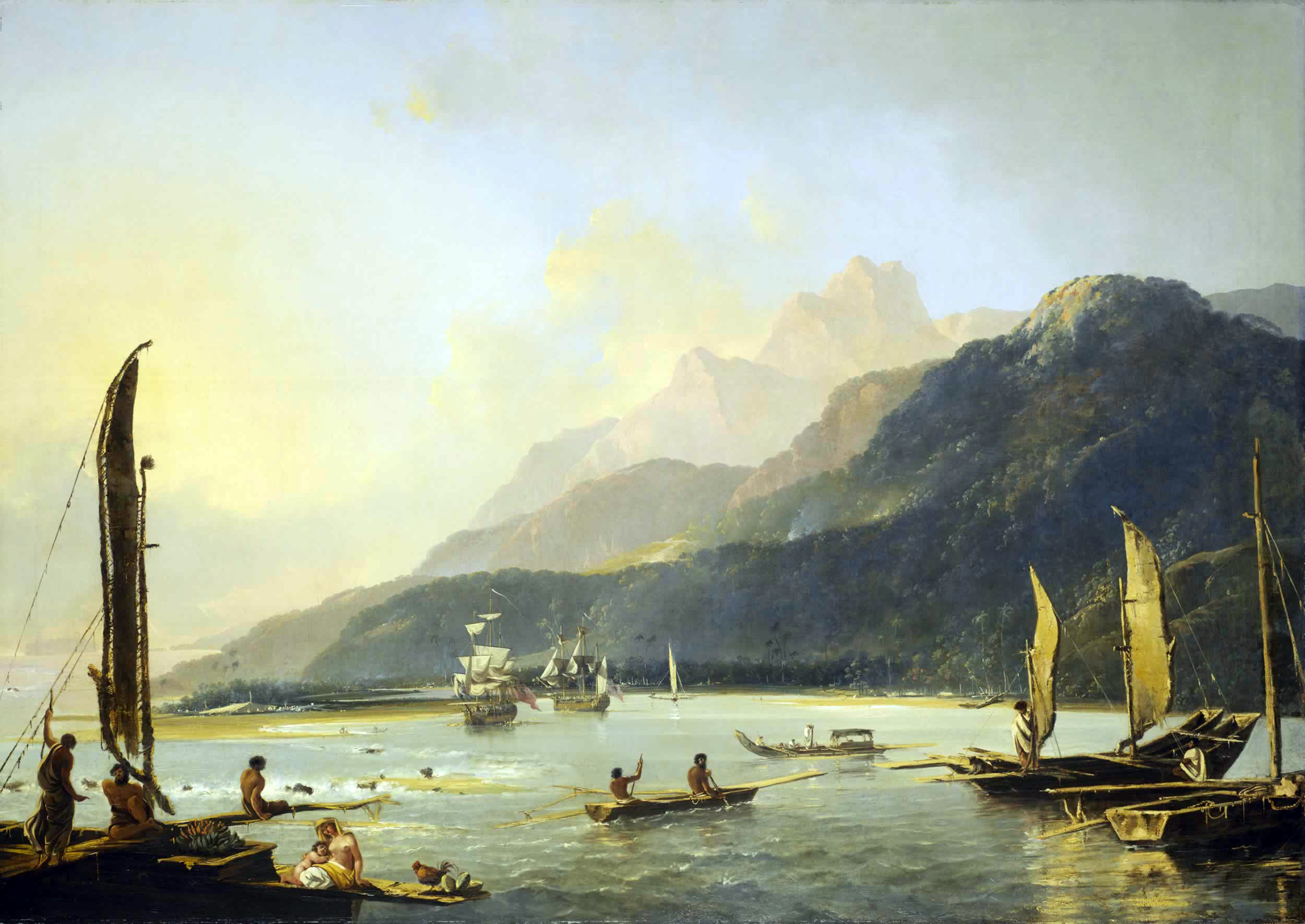
Корабли английского путешественника Джеймса Кука и каноэ туземцев в бухте Матаваи на острове Таити (Французская Полинезия), художник Уильям Ходжес, 1776

В период с XVI по XVIII века продолжался период изучения Океании европейцами, которые постепенно начали заселять острова. Период европейской колонизации в Южнотихоокеанском регионе начался в 1521 году, когда в поисках богатств некого «южного континента» Фердинанд Магеллан достиг Молуккских островов. Вплоть до начала XVII века регион осваивался испанцами и португальцами, которые способствовали развитию постепенного процесса христианизации. В XVII—XVIII веках начался новый исторический этап в истории Океании, при котором территории осваивались исследователями и купцами преимущественно из Голландии, Франции и Великобритании. К концу века распространилась деятельность европейских миссионеров, которые обосновывались на островах Океании с попеременным успехом ввиду враждебности коренного населения. В целом, благодаря усилиям европейских исследователей к девятнадцатому веку идея о существовании Южного континента оказалась рассеянной, основные острова Тихоокеанского бассейна были отмечены на карте. Таким образом, процесс европейской колонизации шёл очень медленно, так как регион не вызывал особого интереса у чужеземцев из-за отсутствия природных богатств, и негативно сказался на местном населении: было завезено множество болезней, которых никогда не было в Океании, а это приводило к эпидемиям, в результате которых гибла значительная часть туземцев.
В XVIII—XIX веках происходил раздел островов Океании между колониальным державами, прежде всего, Британской империей, Испанией и Францией (впоследствии к ним присоединились США и Германская империя). Состояние колониальной зависимости стало причиной того, что аграрный сектор остался преобладающим в экономике островных стран Океании. Особый интерес у европейцев вызывала возможность создания плантаций на островах (кокосовой пальмы для производства копры, сахарного тростника), а также работорговля (так называемая «охота на чёрных дроздов», предполагавшая вербовку островитян для работы на плантациях). С начала двадцатого века на территории стран стали создаваться крупные европейские плантации, производившие копру. В то время, когда государства находились под влиянием от метрополий, они получали от них всю промышленную продукцию. В зависимых территориях Австралии и Новой Зеландии они занимали место первого торгового партнёра островных стран, а Великобритания, как государство, под влиянием которого в свою очередь находились Австралия и Новая Зеландия, занимала второе место, активно пользуясь этим правом.

### Российские мореплаватели в Океании

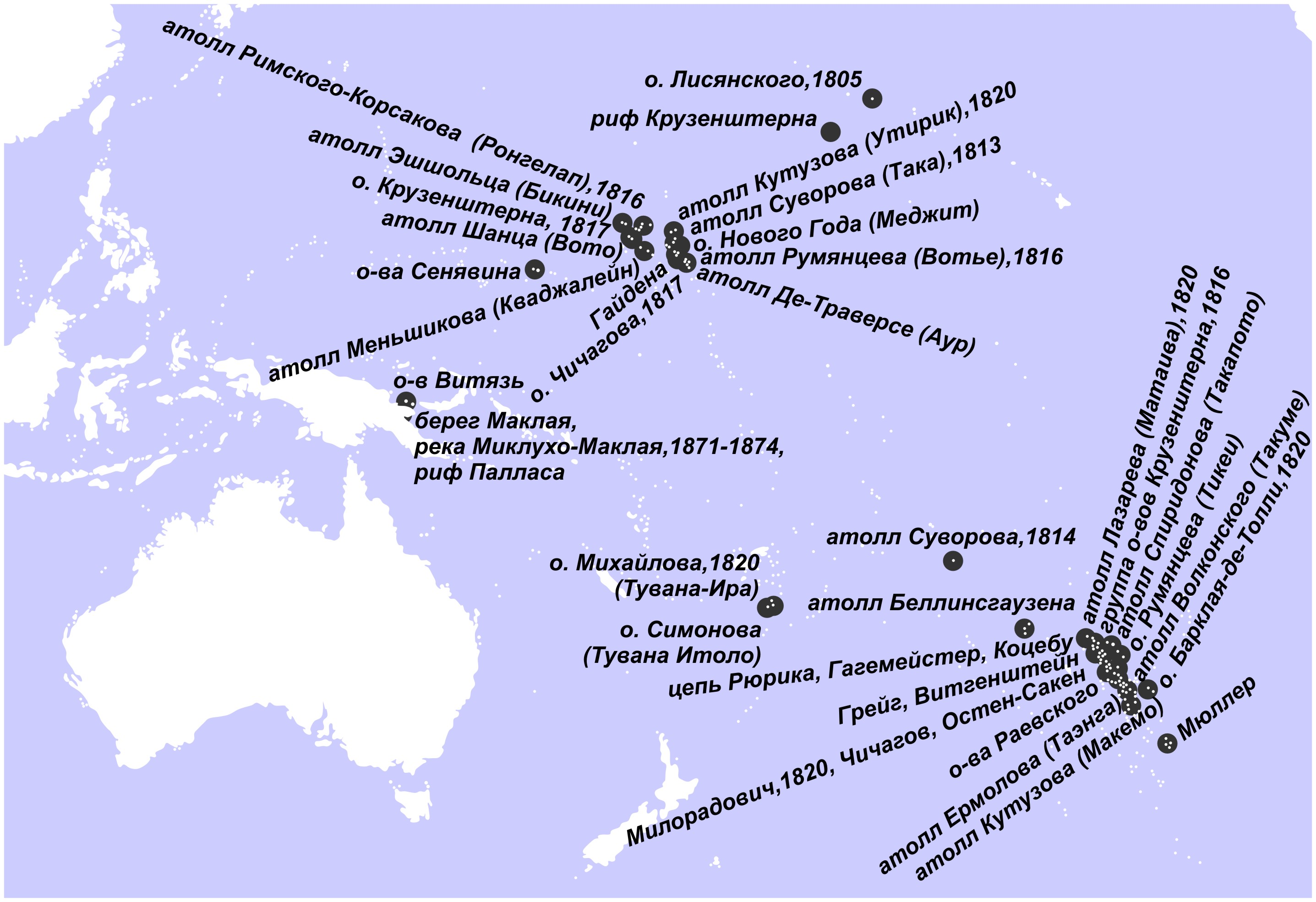
Имена россиян на карте тропической части Тихого океана

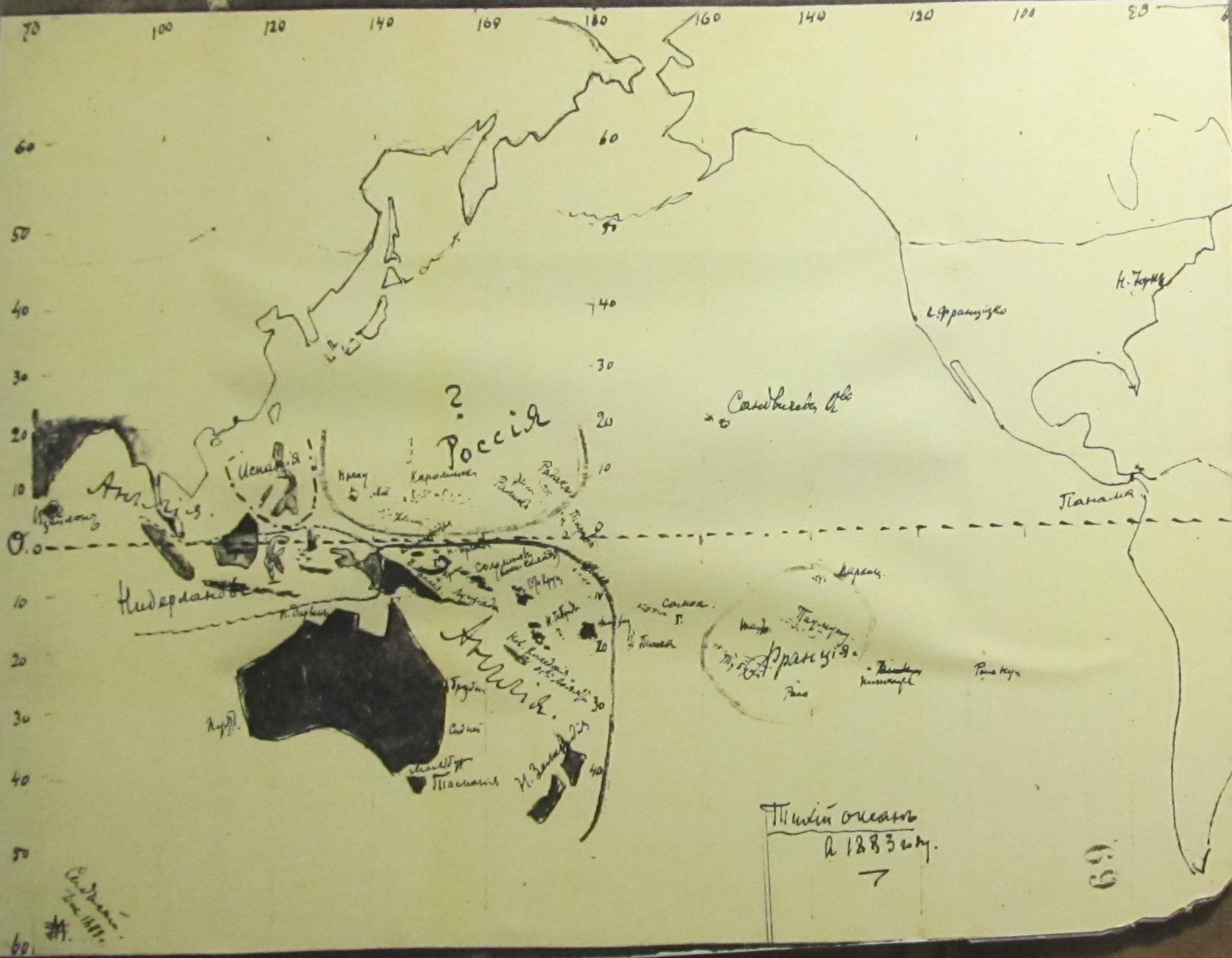
Карта Никола́я Никола́евича Миклу́хо-Макла́я предполагаемых территориальных приобретений России в Тихом океане, поданная в письме Александру III, декабрь 1883 год.

В Российской Империи после открытия В. Берингом в 1741 году северо-западного побережья Америки, купеческие компании при поддержке сибирской администрации до конца XVIII века организовали около 90 промысловых экспедиций в Тихий океан. Государством была учреждена Российско-американская компания (1799—1867 гг.), занимавшаяся административными вопросами и торговлей на Аляске и в Тихом Океане. В мае 1804 года к Гавайским островам подошли два корабля «Надежда» и «Нева». Это были первые корабли русских, совершавшие кругосветные плавания. В сердце тропической части Тихого океана есть атоллы и острова Россиян, Суворова, Кутузова, Лисянского, Беллинсгаузена, Барклай-де-Толли, риф Крузенштерна и многих других. Ещё одна отличительная сторона всех состоявшихся путешествий — взаимная дружелюбность в истории встреч русских и народов Тихого океана.
На правах первого европейца, поселившегося на берегу залива Астролябия в Новой Гвинее и исследовавшего этот район, Н. Н. Миклухо-Маклай неоднократно вносил предложение мирно занять или взять под покровительство России ряд островов в Тихом океане. Русский учёный отправлял письма в Морское Министерство, Министерство иностранных дел, лично Императору Александру III, однако получил отказ.

### XX век
В 1907 году Новая Зеландия стала доминионом, но формально она стала полностью самостоятельным государством лишь в 1947 году. После Первой мировой войны стали зарождаться первые политические организации («May» на Западном Самоа, «Фиджийская молодёжь» на Фиджи), боровшиеся за независимость колоний.
В период между двумя мировыми войнами в зависимых государствах Океании появились первые позывы к самостоятельности. Например, в 1939 году на Соломоновых островах англиканский священник Ричард Фоллоус призвал к созданию совещательного совета с участием коренного населения, но вскоре был выслан с территории. Будучи небольшими по масштабам, подобные инциденты тем не менее послужили зачатками будущей борьбы за независимость. В годы Второй мировой войны Океания была одним из театров военных действий, где произошло множество сражений (в основном между японскими и американскими войсками).
После войны в регионе произошли некоторые улучшения в экономике, однако в большинстве колоний она носила однобокий характер (преобладание плантационного хозяйства и практически полное отсутствие промышленности). C 1960-х годов начался процесс деколонизации: в 1962 году независимость получило Западное Самоа, в 1963 году — Западный Ириан, в 1968 году — Науру. Впоследствии большая часть колоний стала независимой, однако некоторые страны Океании до сих пор находятся под тем или иным контролем со стороны Франции и Соединённых Штатов и не достигли суверенной государственности.

## Послеколониальный период

### Океания в период Холодной войны
Период Холодной войны пришёлся на первые годы независимости островных стран Океании. Благодаря растущему стратегическому значению, государства привлекали все больше внимания со стороны Советского Союза и Китая, у которых возникла необходимость в установлении прочных дипломатических отношений и доступе к морским портам. Стратегические цели также определяли значительные усилия со стороны региональных властей в поддержку островных государств. Так как основная задача этой помощи состояла в сохранении своего лидерства в регионе, эти усилия часто принимали форму крупных ежегодных трансфертов «в целях развития» и вскоре объём финансовой помощи на душу населения был одним из самых высоких в мире. Значительная финансовая поддержка, осуществляемая странами-покровителями, с одной стороны, способствовала возрастающей зависимости стран от помощи развитых государств, а с другой ускорила рост преступности и мошенничества ввиду неравномерного распределения денежных средств.
Помимо имевшихся посольств в Папуа — Новой Гвинее и на Фиджи, представительства были открыты на Соломоновых островах, в Федеративных штатах Микронезии, Маршалловых островах и Западном Самоа, начал осуществляться дипломатический контроль над территориями. К окончанию Холодной Войны относительно самостоятельную внешнюю политику вели Папуа — Новая Гвинея, Фиджи и Вануату (последняя вообще провозгласила курс на меланезийский социализм).
Основными направлениями в региональном развитии островных государств стали укрепление внутренней стабильности, борьба с нарастающими межэтническими конфликтами, решение проблемы деколонизации и борьба за окружающую среду.
Взамен на соответствующие выгоды территория стран использовалась в военно-стратегических целях: установления военно-морских, военно-воздушных и сухопутных баз, а также хранения и испытания ядерного оружия. Согласно плану Пентагона острова участвовали в «оборонительном экране» Аляска — Алеутские острова — Гавайские острова, а Сайпан, Уэйк, Мидуэй, Тиниан, Трук (острова), Палау и атоллы Джонстон, Эниветок, Кваджалейн и Маджуро должны были превратиться в единый оборонительный комплекс. Странам был навязан ряд соглашений, согласно которым Соединённые Штаты могли беспрепятственно провозить суда с ядерным оружием, которое они имели право хранить и испытывать, а также осуществлять его захоронение. С 1946 по 1962 год на атоллах было произведено более 96 ядерных взрывов с использованием термоядерной бомбы до 15 мегатонн включительно.
Из-за дипломатических отношений государств с СССР и Китаем сокращалась финансовая помощь со стороны развитых государств: поток финансовых средств постепенно начали переправлять с инфраструктуры на уменьшение бедности и поддержание защиты прав человека.

### Распад СССР и конец биполярной системы. Период политических кризисов.
После распада Советского Союза в 1989 года исчезла необходимость в обеспечении безопасности, также снизилось активное участие развитых стран в региональных делах, а акцент окончательно переместился от безусловной передачи помощи к реформам. Намерение развитых государств состояло в формировании условий для стимулирования рыночных отношений, либерализации торговли и последующего экономического роста. Структура рыночных отношений, которая подразумевала под собой сокращение государственного сектора, фактически ослабила государство ещё больше.
Уход из стран Соединённых Штатов и сокращение финансовой помощи сыграли роковую роль в социально-экономической жизни островов. С территорий полностью ушли британские дипломаты, а ООН сократила финансовую помощь до стран, зависимых от Соединённых Штатов. Более 10 % жителей потеряли работу из-за закрытия военных баз, заводов и других военных объектов. Особенно тяжелая ситуация наступила на Сайпане, где полностью закрывалась военно-морская база, и Гуаме, где также было объявлено о частичном закрытии, так как экономическое благополучие этих островов было тесно связано с существованием военных объектов США.
В сочетании со снижением присутствия развитых государств на территориях, фактор исторической разобщённости многочисленных этнических и культурных общин сыграл значительную роль в последующих межэтнических конфликтах, которые впоследствии было невозможно остановить; все чаще эксперты стали говорить о балканизации государств Океании. Определяющим же фактором в начавшемся процессе стала историческая роль природных ресурсов, а именно земли: землевладение играло показательную роль в экономическом и общественном развитии Океании, а попытки изменения земельного статуса приводили к конфликтам на островах. В связи с гуманитарными бедствиями в Косово, Руанде и Афганистане в 1990-х годах появляется парадигма «несостоявшихся» государств, к которым эксперты начали относить и островные страны Океании.
После трагедии 11 сентября 2001 года в Соединённых Штатах, вопросы «несостоявшихся государств» стали прочно связаны с опасениями по поводу терроризма и развёртывания оружия массового уничтожения. Находясь в подобном состоянии подобные страны являлись уязвимы для различных субъектов, в том числе транснациональных преступников, которые могли бы угрожать не только экономической безопасности, но и политическим интересам других государств. С ссылкой на парадигму «несостоявшегося государства», данная идея являлась основополагающей для австралийского военного вмешательства в конфликте на Соломоновых островах в июле 2003 года. На этот раз движимая озабоченностью мирового терроризма, объявленная политика кооперативного вмешательства ознаменовала возвращение приоритета безопасности в региональной политике.
После получения независимости в большинстве стран Океании сохранились серьёзные экономические, политические и социальные проблемы, решить которые они пытаются благодаря помощи мирового сообщества (в том числе, ООН) и через региональное сотрудничество. Несмотря на процесс деколонизации в XX веке, некоторые острова региона до сих пор остаются в той или иной мере зависимыми: Новая Каледония, Французская Полинезия и Уоллис и Футуна от Франции, острова Питкэрн от Великобритании, Острова Кука, Ниуэ, Токелау от Новой Зеландии, ряд островов (все внешние малые острова, кроме острова Навасса) от США.

## Ретроспектива экономических интересов

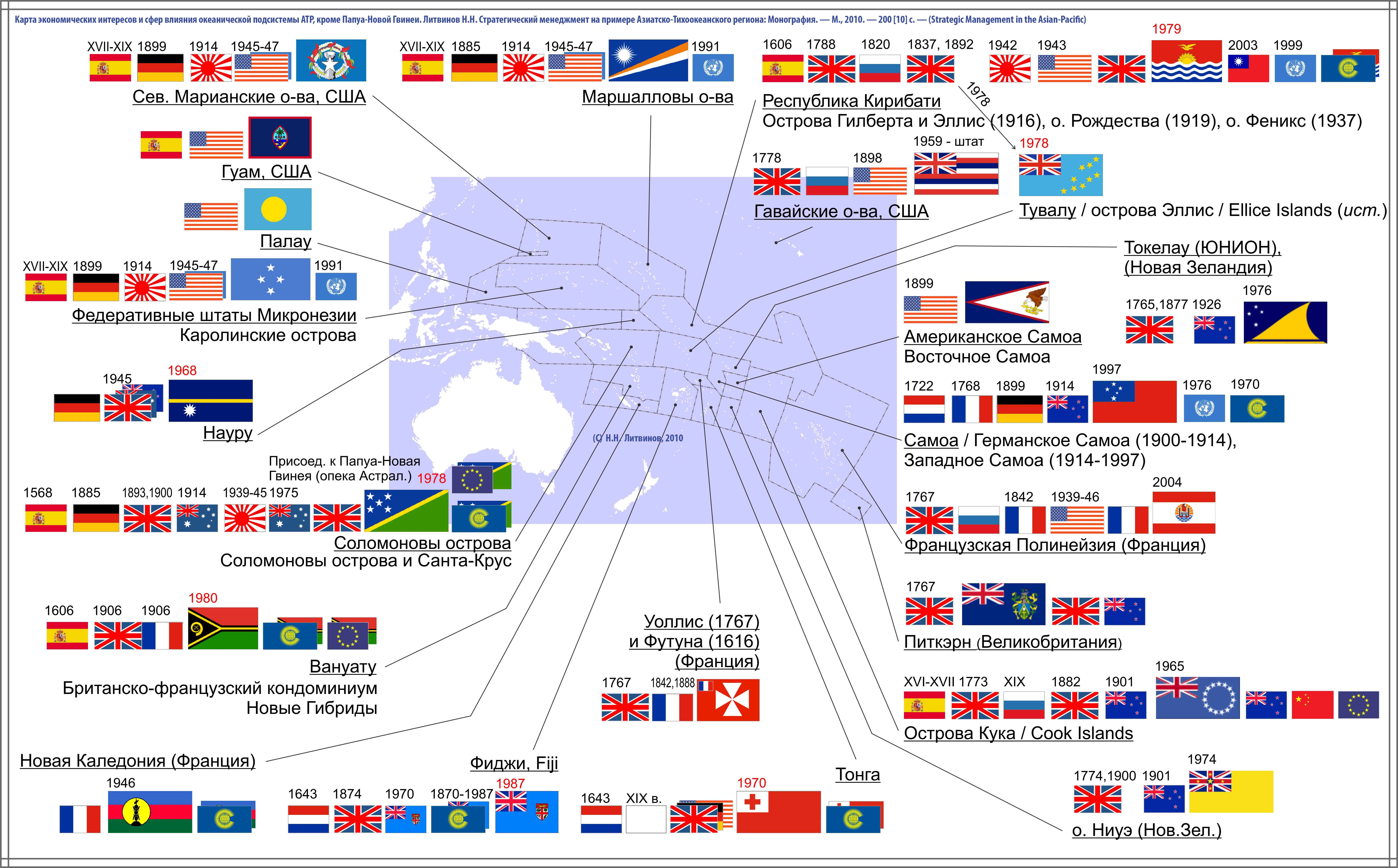
Ретроспектива экономических интересов и сферы влияния океанической подсистемы АТР, кроме Папуа — Новой Гвинеи. Страны, входящие в ООН и Содружество наций отмечены соответствующими флагами.

Ретроспективный анализ экономических интересов даёт возможность учитывать тот факт, что в Азиатско-Тихоокеанском регионе закреплялись такие страны, как Португалия и Испания, затем Голландия, Германия, Англия и Франция, позже к ним присоединились США, Австралия и Новая Зеландия (Схема экономических интересов и сфер влияния океанической подсистемы АТР, кроме Папуа — Новой Гвинеи).
Представленная схема экономических интересов построена по следующим принципам:
- для страны подобран исторический ряд с датами и флагами;
- год над или под флагом, указанный в крайнем левом ряду с кораблём обозначает время открытия страны или острова мореплавателями Европы и России или над белым прямоугольником вместо флага время основания самостоятельного государства, существовавшего до открытия; другие года с флагами — приход той или иной страны к власти или начало колонизации, либо оккупации;
- использование флагов носит символичный и информационный характер;
- флаг, выделенный в ряду большим форматом, соответствует современному. Дата, выделенная светлым цветом над таким флагом, — это время получения независимости, чёрным цветом — нового статуса (например, штат Гавайи);
- справа от флага большого формата с его дублированием добавляются флаги международных группировок, в которых участвует государство. Если национальный флаг на первом плане, а позади полотнище интеграционной группировки, то государство имеет в этой организации статус наблюдателя (например, Папуа — Новая Гвинея — АСЕАН). Флаг Европейского Союза может означать, что страна является ассоциированным участником ЕС, либо обладает льготами в торговле со странами ЕС (например, Самоа), либо существуют юридически закреплённые торговые отношения с ЕС (например, Кирибати); флаги других государств символизируют их экономический интерес или донорство;
- в исторической части (слева от флага большего формата) несколько флагов, расположенных друг за другом, могут означать, что территория находилась под конкурирующим владением или опекой (например, США и ООН — Северные Марианские острова). Два флага расположенные вместе обозначает совместное управление территорией, к примеру, Вануату до 1980 года носило статус британско-французский кондоминиум Новые Гебриды;
- на картах приводятся выделенные подчёркиванием названия современных государств, ниже — различные исторические названия территорий, находящихся в составе этих государств.

Таким образом, учитывается не только существующий баланс сил, но и прогнозируются возникновение новых, вовлечение в сотрудничество со странами Океании тех, кто стремится в АТР к «историческому реваншу».

## Войны в Океании

### XIII век
- 1250 — Самоанско-тонганская война

### XVIII век
- 1782 — Битва при Мокуохаи[англ.]

### XIX век
- 1807—1845 — Мушкетные войны
- 1826 — Битва при Велате
- 1830 — Девичья война[англ.]
- 1841 — Бомбардировка Уполу[англ.]
- 1843 — Инцидент в Уаирау
- 1844–1847 — Франко-таитянская война[англ.]
- 1845—1846 — Война за флагшток
- 1846 — Кампания в долине Хатт
- 1847 — Кампания Уонгануи
- 1855 — Битва при Камбе
- 1855 — Первая экспедиция на Фиджи[англ.]
- 1859 — Вторая экспедиция на Фиджи[англ.]
- 1860—1861 — Первая таранакская война
- 1863—1864 — Вторжение в Уаикато[англ.]
- 1863—1866 — Вторая таранакская война[англ.]
- 1864— Кампания Тауранга[англ.]
- 1863—1866 — Вторая война Таранаки[англ.]
- 1865—1866 — Война Восточного Мыса[англ.]
- 1868—1869 — Война Титоковару[англ.]
- 1868—1872 — Война Те Кооти[англ.]
- 1871—1872 — Экспедиция в Нукапу[англ.]
- 1878—1888 — Гражданская война в Науру
- 1880—1897 — Аннексия Подветренных островов Францией[англ.]
- 1898—1899 — Вторая гражданская война в Самоа
- 1898 — Испано-американская война

### XX век
- 1914—1918 — Первая мировая война
  - 1914 — Тихоокеанский театр военных действий Первой мировой войны
- 1939—1945 — Вторая мировая война
  - 1941—1945 — Тихоокеанский театр военных действий Второй мировой войны
- 1980 — Кокосовая война
- 1988—1998 — Конфликт на Бугенвиле